# تشاو تشينغ-ون
تشاو تشينغ-ون هو سياسي صيني، ولد في 1908 في لينغاي في الصين، وتوفي في 1985. نشط حزبياً في China Democratic League ‏. وقد انتخب عضو دائم في اللجنة الوطنية للمؤتمر الاستشاري السياسي للشعب الصيني ‏ خلال فترته النيابية ‏ وانتخب عضو اللجنة الوطنية لجمهورية الصين الشعبية ‏ خلال فترته النيابية ‏.